# Старые Биличены
Старые Биличены (рум. Bilicenii Vechi, Биличений-Веки) — село в Сынжерейском (Сынджерейском) районе Молдавии. Является административным центром коммуны Старые Биличены, включающей также село Коада Язулуй.

## География
Село расположено на высоте 119 метров над уровнем моря.

## Население
По данным переписи населения 2004 года, в селе Биличений-Веки проживает 3087 человек (1486 мужчин, 1601 женщина).
Этнический состав села:
| Национальность | Число жителей | Процентный состав |
| -------------- | ------------- | ----------------- |
| молдаване      | 3027          | 98.06             |
| украинцы       | 28            | 0.91              |
| румыны         | 19            | 0.62              |
| русские        | 10            | 0.32              |
| гагаузы        | 2             | 0.06              |
| прочие         | 1             | 0.03              |
| Всего          | 3087          | 100%              |